# Trust my feelings
「Trust my feelings」（トラスト マイ フィーリングス）は、柴咲コウのデビューシングル。2002年7月24日発売。発売元はユニバーサルミュージック。

## 解説
発売当時、ニッポン放送「グローバーのウラナイ!」内で「柴咲コウ 夢の印税生活」というコーナーを持っていた。歌詞はリスナーから募集したもの。
オリジナルアルバムには収録されず、「Trust my feelings」は2008年のベストアルバム『Single Best』に「no fear」は同じく2008年の『The Back Best』に初めて収録される運びとなった。
「no fear」は柴咲が初めて作詞した作品である。

## 収録曲
1. Trust my feelings
（作詞:原口睦　補作詞:山本成美　作曲:久保田光太郎　編曲:家原正樹）
LF系「LF+Rウラナイ! プロジェクト第一弾!」テーマソング
2. no fear
（作詞:柴咲コウ　作曲:林浩司　編曲:中村哲）
3. Trust my feelings (Backing Track)
（作曲:久保田光太郎　編曲:家原正樹）
4. no fear (Backing Track)
（作曲:林浩司　編曲:中村哲）

## 収録アルバム
Trust my feelings
- 『Single Best』
- 『KO SHIBASAKI ALL TIME BEST 詩』

no fear
- 『The Back Best』

## 歌手デビューの日
本曲リリースの2002年7月24日は、結果的に柴咲の歌手デビューを記念する日となった。柴咲自身は記念日には拘らないと10周年以前には公言していたが、歌手デビュー10周年記念のボックス・セット『Orb －Ko Shibasaki 10th Anniversary Premium Box－』発売後の2012年12月11日のライブイベント『Ko Shibasaki 10th Anniversary "X'mas リリカル＊ワンダー＊パーティー"』中で10周年を祝われた感想を聞かれ、正直言うと数字等は気にしないが、イベントとして皆で盛り上がる事が出来るので、（周年の記念日は）よいきっかけだと思ったと答えている。さらに自らファンクラブ（KO CLASS）を運営する身となった2017年以降は、周年と記念日を意識したファンサービスを積極的に行うようになっている。特に2017年7月24日には、歌手デビュー15周年を記念した2夜限定の野外ライブ「月夜の宴」（つきよのえん）をその年の中秋の名月前後 に開催する事を発表し、主演のNHK大河ドラマ『おんな城主 直虎』撮影期間中の過密スケジュールを縫って、同ライブを開催した。因みに歌手デビューを4年遡る1998年を芸能活動開始の年としており、2018年は芸能活動20周年として、同年4月から2019年3月まで12ヶ月連続でプレスリリースを行っている。

## 試聴（公式）
- Trust my feelings （ミュージックビデオ） - YouTube

監督：高橋栄樹